# Hugo Alfvén

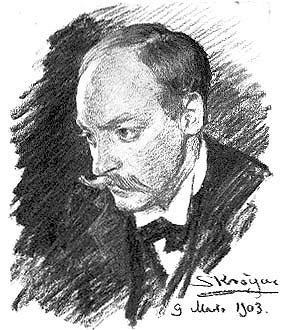
Hugo Alfvén, in 1903 getekend door Peder Severin Krøyer

Hugo Emil Alfvén (Stockholm, 1 mei 1872 — Falun, 8 mei 1960) was een Zweedse componist, dirigent, violist en kunstschilder.

## Levensloop
In Stockholm studeerde hij aan het Kungliga Musikhögskolan van 1887 tot 1891. Tevens volgde hij privélessen van Johan Lindegren. Hij reisde zijn gehele leven als dirigent door Europa. Hij speelde viool in Hovkapellet (het Zweedse hoforkest) en van 1910 tot 1939 was hij director musices (muzikaal directeur) bij de Universiteit van Uppsala. Daar leidde hij ook het mannenkoor Orphei Drängar tot 1947. In 1916 ontving hij de Zweedse koninklijke onderscheiding Litteris et Artibus.
De muziek van Alfvén is vrij traditioneel modern-romantisch en vaak probeert hij het Zweedse landschap op te roepen in zijn muziek. Verreweg zijn bekendste werk is Midsommarvaka uit 1903, buiten Zweden beter bekend als Swedish Rhapsody.
Samen met Franz Berwald, Wilhelm Stenhammar, Allan Pettersson en Hilding Rosenberg geldt Alfvén als een van de belangrijkste componisten van Zweden uit het verleden.

## Persoonlijk
Alfvén trouwde drie keer. Van 1912 tot 1936 was hij getrouwd met de Deense schilderes Marie Triepcke, de vroegere vrouw van P.S. Krøyer. Hij had het echtpaar in Skagen leren kennen. Toen Marie in 1905 van hem zwanger raakte, veroorzaakte dat een schandaal bij de Skagenschilders, waartoe Alfvén, die ook schilderde, toen behoorde. Ze scheidde van Krøyer en was van 1912 tot 1936 getrouwd met Alfvén. Hun dochter Margita Alfvén was een bekende actrice in stomme films. Vanaf 1936 was Alfvén gehuwd met Carin Wessberg, die in 1956 stierf. Een jaar voor zijn eigen dood trouwde hij met Anna Lund.
In de speelfilm Balladen om Marie Krøyer van Bille August uit 2012 wordt de rol van Hugo Alfvén gespeeld door Sverrir Guðnason.

## Composities (selectie)

### Werken voor orkest
- 1897: Symfonie nr. 1 in f mineur, opus 7
- 1899: Symfonie nr. 2 in D majeur, opus 11
- 1903: Midsommarvaka «Zweedse Rhapsodie no. 1», opus 19
- 1905: En skärgårdssägen, opus 20
- 1905-1906: Symfonie no. 3 E majeur, opus 23
- 1907: Upsalarapsodi «Zweedse Rhapsodie no. 2», opus 24
- 1908: Festspel, opus 25
- 1911: Den förlorade sonen, suite
- 1916-1923: Bergakungen, opus 37
  1. Besvärjelse (Invocation)
  2. Trollflickans dans (Toveressendans)
  3. Sommarregn (Zomerregen)
  4. Vallflickans dans (Herderinnendans)
- 1918/1919: Symfonie nr. 4 c mineur, «Från havsbandet», opus 39
- 1931: Dalarnarapsodie «Zweedse Rapsodie nr. 3», opus 47
- 1943-1953: Symfonie no. 5 a mineur, opus 54
- Een sage van de scherenkust, opus 20
- Drapa "In memoriam King Oscar II", opus 27
- Gustaaf II Adolf-suite voor orkest, opus 49
- Synnöve Solbakken-suite, opus 50
- En bygdesaga, opus 53
- Polka från Roslagen
- Revelation Cantata, opus 31

### Werken voor harmonieorkest
- 1906: Fosterlandspsalm[1]
- 1907: Feestmuziek, op.25
- 1909: Bröllopsmarsch, gecomponeerd voor Winnifrid Hellings huwelijk[1] - bewerking voor harmonieorkest door Otto Trobäck
- 1909: Fest-Ouverture, opus 26[1]
- 1911: Ur «Den förlorade sonen»
- 1916: Sverges flagga, voor harmonieorkest
- 1916-1923: Bergakungen (De bergkoning), suite vanuit het ballet, opus 37
  1. En grönskande sommaräng
  2. Tredje dansen
  3. Vallflickan blåser i lur
  4. Bergakungens sal & Flickans första dans
  5. Vallflickans dans
  6. Besvärjelse
  7. Gryning
- 1924: Hjalmar Brantings sorgmarsch, op.42 - ook bekend als Marcia funebre (in stile italiano)[1]
- Kavallerimarsch[1] - geïnstrumenteerd door Albert Löfgren

### Vocale muziek en koormuziek
- 2 lyriska stämningar, opus 8, no. 2 «Sommardofter»
- Aftonen
- Anders, han var en hurtiger dräng
- Berceuse
- Drie liederen uit de reeks "7 liederen", opus 28
  1. Du är stilla ro
  2. Jag längtar dig
  3. Skogen sofver
- Glädjens blomster
- Gryning vid havet
- Gustaf Frödings jordafärd opus 29
- Hör I Orphei Drängar
- I stilla timmar
- Klockorna
- Kulldansen
- Lindagull
- Min kära
- Natt
- Och jungfrun hon går i ringen
- Oxbergsmarschen
- Papillon
- Provningen
- Roslagsvar
- Saa tag mit Hjerte
- Stemning
- Sverges flagga
- Trindskallarna
- Uti vår hage
- Vaggvisa
- Vallgossens visa
- Värmlandsvisan
- Vid sekelskiftet (cantate)

## Publicaties
- Minnen : Den nu föreliggande version av Hugo Alfvéns Minnen - Första satsen, Tempo furioso, I dur och moll och Final - har utgivits genom Hugo Alfvén stiftelsens försorg och redigerats av Ven Nyberg, Stockholm: PAN/Norstedt 1972, 318, 2 p.
- A midsummer's vigil, Musikrevy International, 1954, p. 11-12.
- Final, Stockholm: Norstedt (1952), 286 p.
- Skiss till en självbiografi, Aftontidningen, 31 May 1943